# 8917 Tianjindaxue
8917 Tianjindaxue este o planetă minoră (asteroid), cu un diametru de 37,122 km, din centura de asteroizi. A fost descoperită pe 9 martie 1996 la Xinglong Station⁠(d) de Beijing Schmidt CCD Asteroid Program⁠(d) și a fost numită după Tianjin University⁠(d). 
Obiectul prezintă o orbită caracterizată de o semiaxă mare de 3,404619 UAi, o excentricitate de 0,12, o înclinație de 15,48145 ° în raport cu ecliptica.